# Negrišori

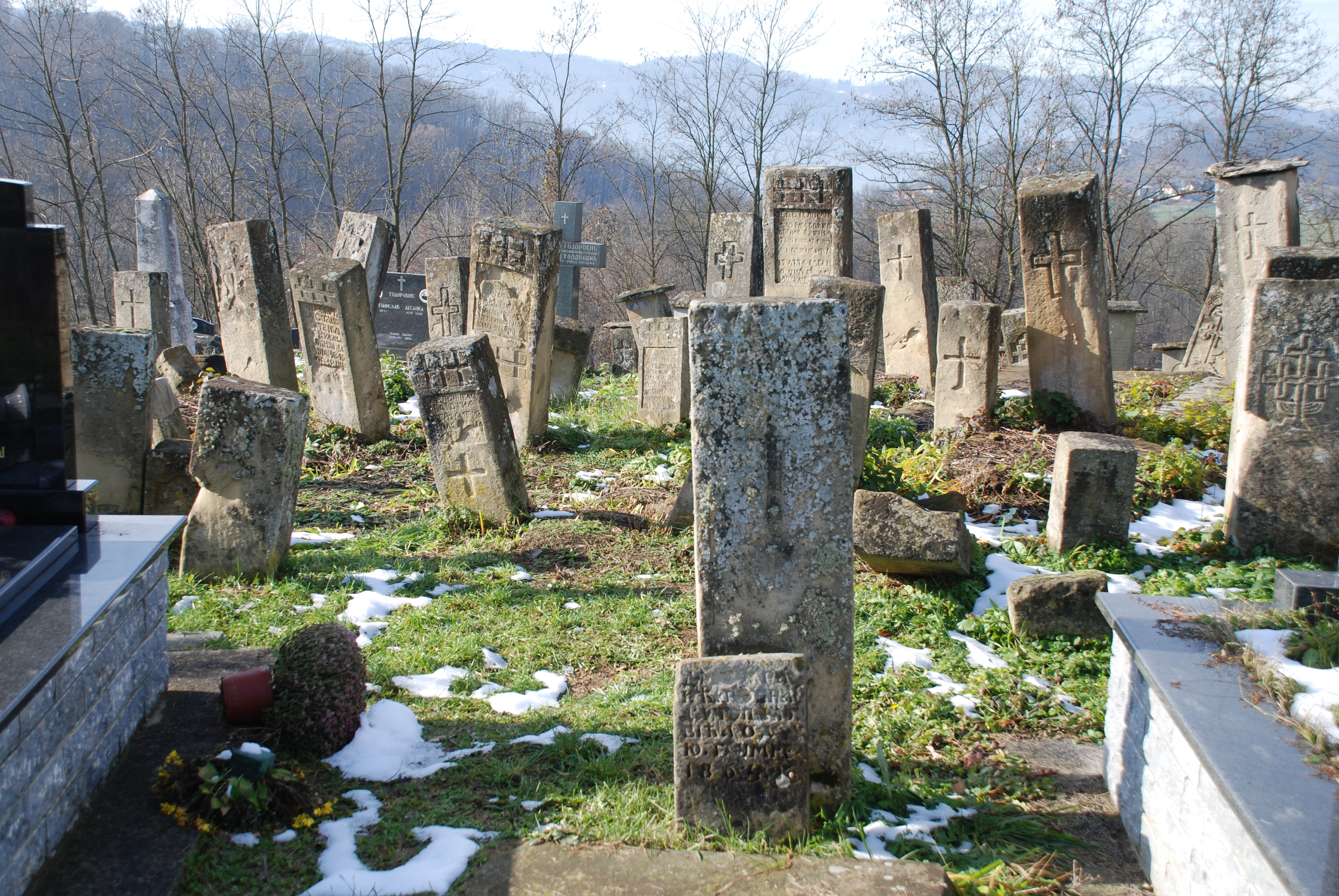
Cemitério da Vila de Negrišori.

Negrišori (em cirílico: Негришори) é uma vila da Sérvia localizada no município de uemičani, pertencente ao distrito de Moravica, na região de Stari Vlah, Dragačevo. A sua população era de 498 habitantes segundo o censo de 2011.

## Demografia
| 1948 | 1953 | 1961 | 1971 | 1981 | 1991 | 2002 | 2011 |
| ---- | ---- | ---- | ---- | ---- | ---- | ---- | ---- |
| 998  | 985  | 855  | 749  | 696  | 628  | 549  | 498  |